# Jana Pavlova
Jana Vladimirovna Pavlova (in russo Яна Владимировна Павлова?; Novorossijsk, 6 gennaio 1996) è una ginnasta russa, specializzata nel trampolino elastico.

## Palmarès
- Mondiali

Odense 2015: bronzo nella gara a squadre.
San Pietroburgo 2018: bronzo nell'individuale.
- Giochi europei

Baku 2015: oro nell'individuale e nel sincronizzato.
Minsk 2019: bronzo nel sincronizzato.
- Campionati europei

Guimarães 2014: oro nel sincronizzato.
Valladolid 2016: oro nell'individuale e argento nella gara a squadre.
Baku 2018: oro nell'individuale.